# Haris Hajradinović
Haris Hajradinović est un footballeur international bosnien, né le 18 février 1994 à Prilep en Macédoine. Il évolue actuellement au poste de milieu offensif au sein du club turc de Kasımpaşa SK.

## Biographie

### En club
En janvier 2019, Hajradinović signe un contrat de trois ans et demi en faveur du club turc du Kasımpaşa SK pour deux millions et demi d'euros.

### En équipe nationale
De 2014 à 2016, Hajradinović joue à sept reprises pour un but avec l'équipe de Bosnie-Herzéhovine espoirs.
Hajradinović est convoqué par Robert Prosinečki en équipe de Bosnie-Herzégovine au mois de novembre 2019. Il honore sa première sélection le 18 novembre, titulaire lors d'une victoire 0-3 au Liechtenstein en éliminatoires de l'Euro 2020 où il délivre une passe décisive à Eldar Ćivić.

## Palmarès
- AS Trenčín
  - Championnat de Slovaquie
    - Vainqueur : 2015

  - Coupe de Slovaquie
    - Vainqueur : 2015
- La Gantoise
  - Championnat de Belgique
    - Vainqueur :  2015